# Dans med svåra steg
Dans med svåra steg és l'àlbum amb què debutà l'any 1996 el cantautor suec Lars Winnerbäck. Ha esdevingut disc d'or a Suècia.

## Cançons
1. "Tretton trappor opp" - 3:46 - 13 Pisos Amunt
2. "Eldvakt" - 2:48 - Observador de focs
3. "Av ingens frö" - 3:45 - Per la llavor de ningú
4. "Fröken Svår" - 1:26 - Senyora Difícil
5. "Under månen" - 5:14 - Sota la lluna
6. "Tal av Hjärter Dam" - 2:22 - Discurs de la Reina de Cors
7. "Kom änglar" - 4:13 - Veniu àngels
8. "Julgröten" - 5:16 - Julgröten (recepta nadalenca sueca)
9. "Sagan om en fantasi" - 3:59 - Conte sobre una fantasia
10. "Vårdag i november" - 4:02 - Dia de primavera a Novembre
11. "Försvarstal" - 3:28 - Discurs de defensa
12. "Inte för kärleks skull" - 4:42 - No per l'amor
13. "Fenomena" - 4:02 - Fenomen

## Músics acompanyants
- Lars Winnerbäck - veu, guitarra acústica
- P H Andersson - violí, flauta dolça, guitarra elèctrica, guitarra acústica, suport vocal
- Kalle Tagesson - piano
- Martin Söderström - baix
- Johan Aronsson - bateria, percussió
- Rikard Favati - guitarra acústica (Av ingens frö)
- Susanna Carlstedt - veu (Av ingens frö)